# Dret de reunió

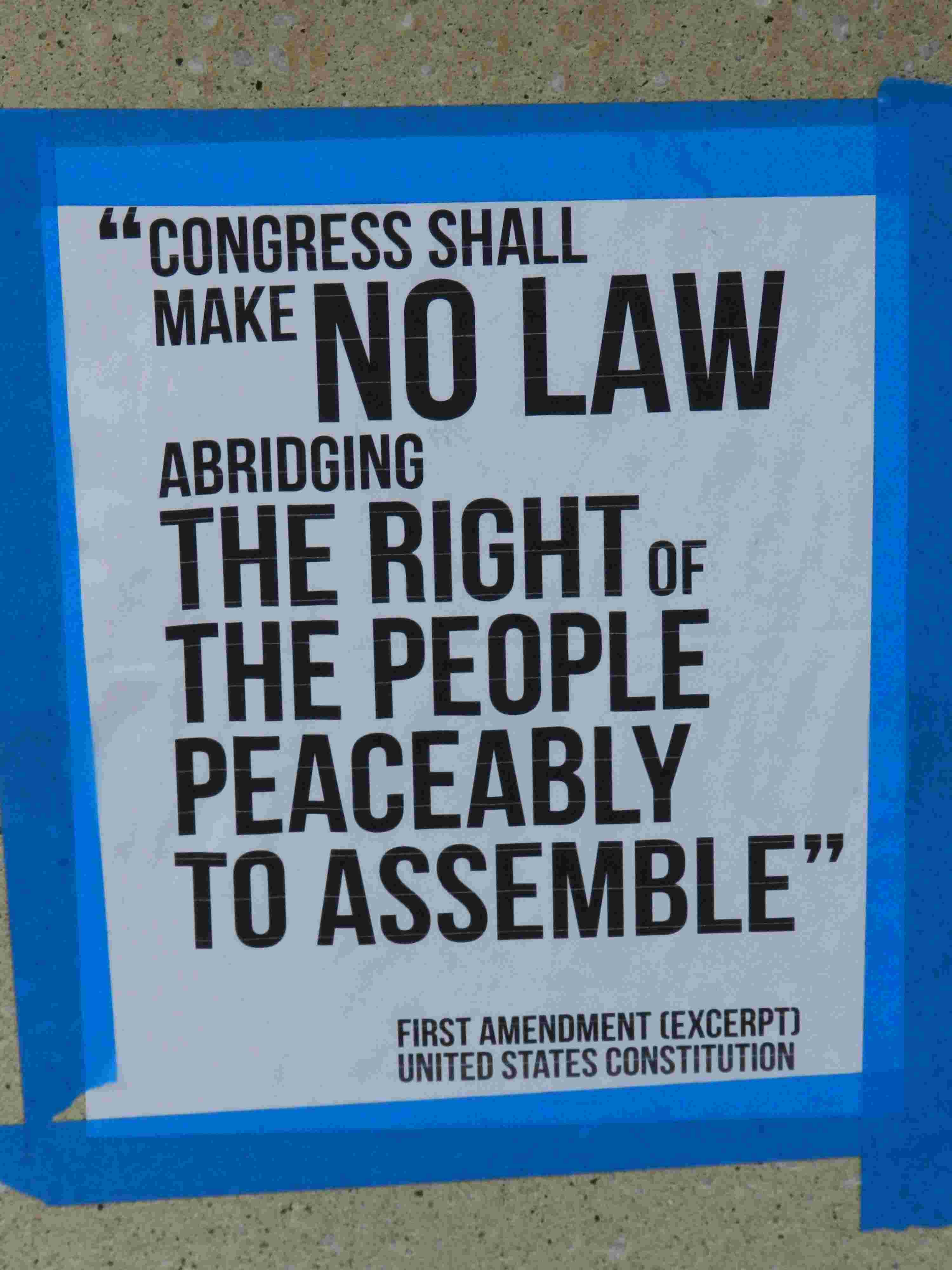
Pòster del moviment Occupy on se cita un fragment de la Primera Esmena de la Constitució dels Estats Units, que garanteix el dret de reunió

El dret de reunió o llibertat de reunió, terme sovint fet servir de forma intercanviable amb el de llibertat d'associació, és el dret individual de les persones d'agrupar-se i expressar, promoure i defensar les seves idees col·lectivament. El dret a la lliure associació és reconegut com a dret humà, dret polític i llibertat civil.
En alguns països, l'autoritat governativa pot prohibir la reunió en cas d'alteració de l'ordre públic o en cas que es posi persones o béns en perill. A Espanya, el dret de reunió està protegit per l'article 21 de la Constitució Espanyola. Durant el franquisme, feia falta una autorització prèvia per exercir el dret, fet que dificultava poder acabar practicant-lo.